# 榮譽雅利安人
榮譽雅利安人（德語：Ehrenarier）是納粹德國用來描述某族群的非官方身份，這包括一些根據納粹標準不被認為屬於雅利安種族的人種，但非正式地認為他們屬於其中的一部分。關於為什麼納粹將“榮譽雅利安人”的地位授予其他非雅利安人種族的普遍解釋相對模糊，但主要解釋是這些種族的服務被認為對德國經濟或戰爭“有價值”，或僅僅出於其他純粹的政治或宣傳原因。
在克羅地亞獨立國，這個詞被安特·帕維里奇用來保護一些對國家有用的猶太人免受迫害。被稱為榮譽雅利安人的案例有如下：
- 1935年，在赫爾曼·戈林的慫恿下，希特勒宣布德國空軍上將和一級混血兒赫爾穆特·威爾伯格是雅利安人[4]。
- 阿明·侯賽尼是一名巴勒斯坦人，也是英國巴勒斯坦託管地的穆夫提，他“被納粹授予榮譽雅利安人的地位”[5][6]，儘管希特勒認為中東阿拉伯的人種是“半猴子”[7][8][9]。
- 斯蒂芬妮·馮·霍恩洛厄（Stephanie von Hohenlohe）是一位已婚的猶太奧地利公主，也是納粹德國的間諜，被海因里希·希姆萊宣佈為榮譽雅利安人[10]。
- 希特勒宣稱日本人是榮譽雅利安人[11][12][13][14][15]。
- 中德從1926年開始進行廣泛的合作，但隨著中日戰爭爆發，日本堅持要求德國停止援助。1940年底，德國與日本、意大利簽訂了《三國同盟條約》。1941年7月，希特勒正式承認汪精衛在南京的傀儡政府。偷襲珍珠港後，中國於1941年12月9日正式加入同盟國並向德國宣戰。作為報復，納粹黨在國內迫害在德華人[16][17]。